# Bataille de Kitombo

La Bataille de Kitombo est un engagement militaire le 18 octobre 1670 entre les forces Bakongo du comté de Soyo ancienne province du  royaume du Kongo, et les forces de l' Angola portugais. 

## Contexte
Dans le contexte de la guerre civile du Kongo, plutôt dans l'année au mois d'aout une expédition portugaise avait envahi le Soyo avec l'intention de mettre fin à son existence indépendante. Le Soyo avait comme allié le royaume de  Ngoyo, qui lui fournissait des hommes et des équipements et les hollandais de l'Empire colonial néerlandais ennemis des portugais qui lui procuraient des armes de l'artillerie légère et des munitions. Les forces alliées du Soyo-Ngoyo étaient menées par  Estêvão da Silva Ier (1670-1672) frère et successeur de D. Paulo da Silva et les Portugais par João Soares de Almeida. Le commandant en chef des envahisseurs périt dans l'engagement qui fut une victoire décisive pour le Soyo. Une partie des troupes portugaises réussit à s'échapper mais le reste fut tué ou capturé.

## Conséquences
Cette victoire fait du Soyo une puissance régionale et incite le comte Estêvão da Silva (1670-1672) victorieux à jouer un rôle de faiseur de rois au Kongo. De plus le Soyo s'enrichit des dépouilles recueillies sur le champ de bataille et de son commerce avec les hollandais qui lui permet de se doter d'un parc d'artillerie. Cette situation perdure jusqu'à la mort d'Estêvão da Silva en août 1672 et avec son successeur Pedro II da Silva de Castro (1672-1674).